# Stó:lō

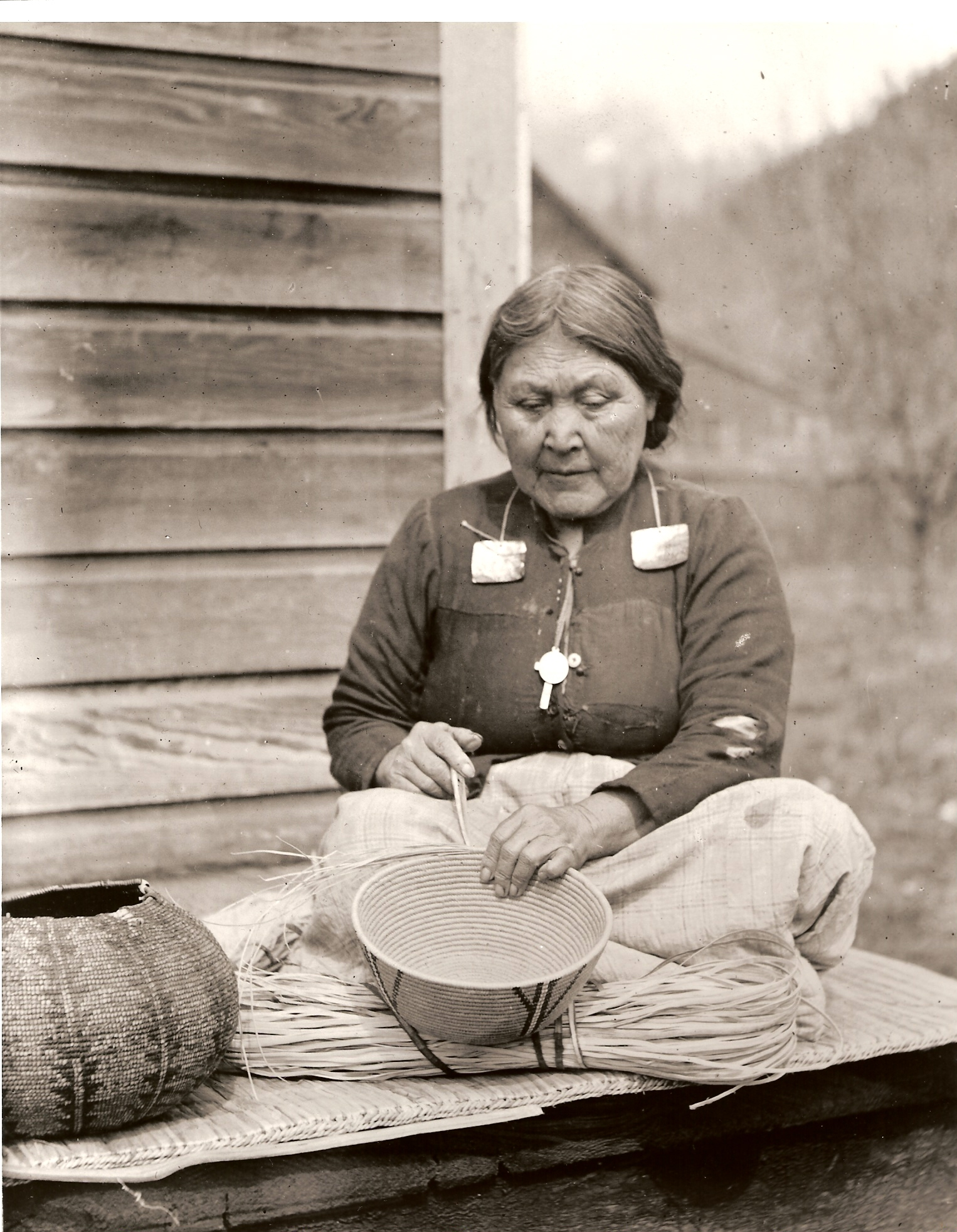
Stó:lō-Frau

Die Stó:lō, auch Sto꞉lo, Stó:lô bzw. Stó:lõ (Aussprache: STALL-oh, IPA: stɑ:lo, daher früher Staulo oder Stahlo) sind eine Stammesgruppe der First Nations am Lower Fraser River und Fraser Canyon in der kanadischen Provinz British Columbia. In der ethnografischen Literatur wurden sie daher historisch meist als Fraser River Indianer oder Lower Fraser Salish bezeichnet. Die Stó:lō sprachen/sprechen den Halqemeylem (Upriver)-Dialekt bzw. Stó: lō, einen der drei Dialekte des Halkomelem (korrekter: Halq'emeyleqel, die Endung -qel oder -eqel bedeutet wörtlich „von im Hals“ bzw. Halq'eméylem Sqwélte – „Halkomelem-Sprache“). „Stó꞉lō“ ist das Halqemeylem-Wort für „Fluss“ und mit „Te stó:lō“ – „den Fluss“ ist der Fraser River gemeint (es gibt keinen speziellen Namen für den Fraser River in ihrer Sprache, er ist einfach „der Fluss“), d. h. die Stó꞉lō sind somit die „Leute vom Sto:lo, d. h. vom Fraser River“. Die erste dokumentierte Erwähnung dieses Volkes als „die Stó꞉lō“ findet sich in Aufzeichnungen katholischer Oblatenmissionare aus den 1880er Jahren.
In der Fachliteratur werden zumeist auch die im Mündungsgebiet und am Unterlauf des Fraser River lebenden sieben First Nations – die Tsleil-Waututh Nation (Səl̓ílwətaʔ/Selilwitulh), Kwikwetlem First Nation (Kwikwəƛ̓əm), Katzie First Nation, Kwantlen First Nation (Qw'ó:ltl'el), Musqueam Indian Band (Xwməθkwəy̓əm), Qayqayt First Nation / New Westminster Indian Band (Qiqéyt) und Tsawwassen First Nation (Sc̓əwaθən Məsteyəxʷ) – den „Stó:lō“ zugerechnet; diese sprachen/sprechen jedoch den Hunquminum (Downriver)-Dialekt bzw. Musqueam des Halkomelem und identifizieren sich nicht als „Stó:lō“ sondern als zwar sprachlich-kulturell eng verwandte, jedoch eigenständige Ethnien und verwenden als Oberbegriff manchmal „Musqueam“ (anglisiert von Xwməθkwəy̓əm/X'Muzk'I'Um – „Menschen vom Ort des Xwməθkwəy̓əm/X'Muzk'I'Um-Flussgrases“).
Allgemein werden alle Halkomelem-sprachigen Ethnien (die „Cowichan Tribes (Quw'utsun Mustimuhw)“ des Cowichan Valleys auf Vancouver Island, die „Musqueam (Xwməθkwəy̓əm/X'Muzk'I'Um)“ und „Stó:lō“) kulturell den Küsten-Salish und damit zur Pazifischen Nordwestküstenkultur gerechnet, jedoch hatten die „Stó꞉lō (Lower Fraser Salish)“ viele kulturelle Merkmale der direkt östlich im Binnenland auf der Hochebene lebenden benachbarten First Nations, z. B. der Nlaka'pamux (in Halkomelem: S'omél:a, früher Thompson River Indianer (Salish) genannt), übernommen und ähnelten in ihrer Lebensweise daher den benachbarten Binnen-Salish, die dem nordwestlichen Plateau-Kulturareal zugerechnet werden.
Wie viele indigene Völker bezeichneten sich die Stó꞉lō selbst meist einfach als Xwélmexw oder Xwémlexw („Person“, „Mensch“) bzw. Xwexwélmexw oder Xwelxwélmexw („Personen“, „Menschen“).

## Geschichte
Das Frasertal ist schon sehr lange bewohnt. Fundorte, wie die Milliken Site bei Yale und die Glenrose Cannery an der Mündung des Flusses weisen auf eine Jäger- und Sammlerbevölkerung hin. Traditionell nehmen die Sto:lo an, dass sie schon immer dort gelebt haben. Permanente Behausungen lassen sich schon ab etwa 3.000 v. Chr. nachweisen. Ungewöhnlich sind die Mounds, die mit Hilfe von Holzelementen stabilisiert wurden.
Wie die meisten Stämme der Nordwestküstenkultur, so beruhte die soziale Ordnung auf drei gesellschaftlichen Rängen: Aristokratie, Gewöhnliche und Sklaven; letztere waren meist Kriegsgefangene. Die Aristokratie bzw. die Semlá:lh/Smelá:lh („angesehene, würdige hochklassige Menschen“) wurde häufig mit dem Adel gleichgesetzt, da sie einige Charakteristika mit diesem Stand teilte, diese herrschende Gruppe übte Autorität auf Grund Prestige, Reichtum und ererbter Macht über die als St'exem („Diejenigen, die ihre [Familien-]Geschichte verloren oder vergessen hatten“, da diese „Unterschicht“ über keine tradierten Familienlegenden und Totems wie die Aristokratie verfügte) einfachen Stammesmitglieder/Gewöhnlichen aus, die unterste Klasse bildeten die Skw'íyeth genannten Sklaven. Unter der Aristokratie gab es zumeist führende Familien, Ts'elhxwélmexw (wörtlich: „Diejenigen Menschen/Personen, denen sie nahe stehen“) genannt, deren Prestige auf entweder ererbten Reichtum bzw. erworbene Macht beruhte und die daher den/die Síyá:m (wörtlich: „guter, respektierter Führer“, „von makelloser Abstammung und guten Manieren“, „respektiertes Familienoberhaupt“, auch: „Häuptling“, „Oberhaupt“ bzw. „Person der Oberschicht“ oder „hoch angesehene Person“) stellte (diese „Síyá:m“ konnten sowohl Männer als auch Frauen sein). Ähnlich wie bei den Nuu-chah-nulth, bei denen es zeitweise eine Art Oberhäuptling, den Tyee, gab, so gab es unter den verschiedenen einstigen Ó:Sts'elxwíqw bzw. Ó:wqw'elmexw („Sto:lo-Stämmen“, einem Verbund verschiedener Siedlungsgruppen) – den „Ts'elxwéyeqw (Chilliwack)“, den „Pelóxwlh Mestiyexw / Pelólhxw (Pilalt/Pil’alt)“, den „Tiyt (Tait)“ oder Upper Stó:lō, den „Pepa:thxetel“ bzw. besser bekannt als „Semà:th (Sumas)“ und den „Sq’éwlets/Sqwōwich (Scowlitz)“ – ebenfalls manchmal einen Yewá:l Siyá:m („erster respektierter Führer/Häuptling/Oberhaupt“). Zu Ansehen konnte man aber auch über Jagderfolge gelangen, und so zum Tewit („bester Jäger“) werden, der während der Jagdsaison der Anführer der Jagdgruppe war.
Wie andere indigene Völker der Nordwestküste kannten die Sto:lo auch das „Fest des Schenkens“ bzw. Tl'e'éylh, besser bekannt als Potlatch (Nuučaan̓uɫ-Wort: Paɬaˑč – „ein Geschenk [während eines Potlatchs] zu geben“ oder Nootka Jargon: Pa'chatle, Pa'chēētle, Pah-chilt – „hergeben“, „mir geben“), das die führenden Familiengruppen/Abstammungsgruppen abhielten, um die Weitergabe und Inanspruchnahme von vererbten Häuptlingsnamen, Titeln und Privilegien von den eingeladenen ebenfalls hochrangigen Gästen benachbarter Siedlungsgruppen bzw. indigener Völker öffentlich bezeugen und bestätigen zu lassen. Neben der Vergabe reichhaltiger Geschenke an die anwesenden Gäste wurden bei diesen Geschenkverteilungsfesten auch die Sklaven (meist Kriegsgefangene) durch ihre Besitzer – Häuptlinge und Angehörige der Aristokratie – mit speziellen Keulen (sogenannten „Sklaventötern“) erschlagen. So demonstrierte die herrschende und zugleich besitzende Klasse die Bedeutung ihres Ranges. Der Potlatch diente nur einem einzigen Zweck, das Prestige zu erhöhen.
Die Sto:lo beteiligten sich, ähnlich wie die anderen Küstenvölker am Fernhandel, doch bauten sie die notwendigen Kanus nicht selbst, sondern erwarben sie bei anderen Stämmen.

### Briten
Noch vor Ankunft der ersten Europäer erreichte die Sto:lo 1782 die erste Pockenwelle. Daneben grassierten später Masern (1848), Tuberkulose und Grippe (1849). Wie stark die Bevölkerung zurückgegangen ist, lässt sich nicht mehr ermessen, doch dürften, nach den Erfahrungen späterer Epidemien, die Verluste von 1782 weit über einem Drittel gelegen haben. In welcher Weise die Kultur der Sto:lo davon betroffen war, lässt sich nur durch Vergleichsstudien ermitteln.

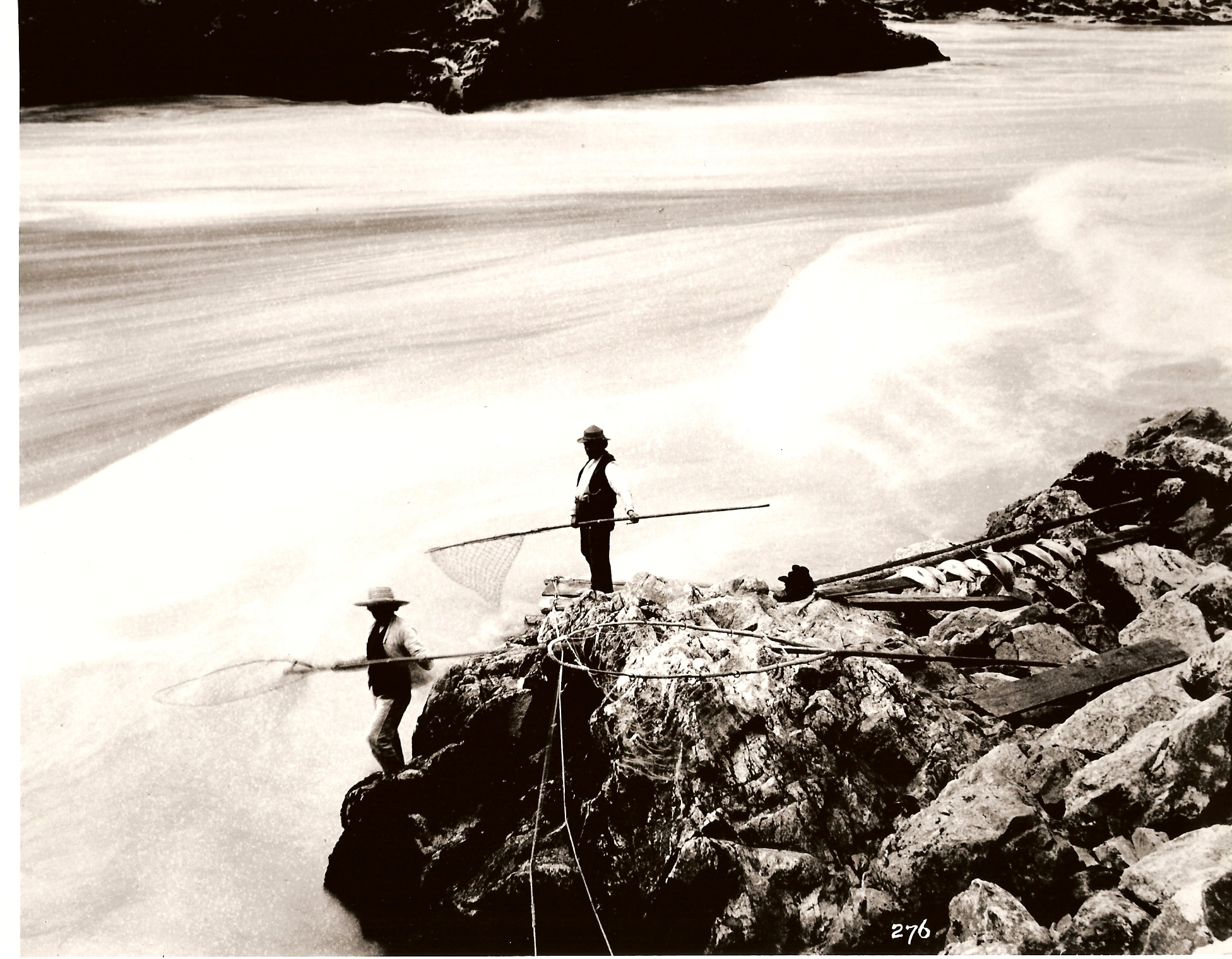
Charles Macmunn: Stó:lō-Fischer am Fraser River, 1883

Der erste Europäer in der Region war wohl Simon Fraser, der den nach ihm benannten Fraser River 1808 befuhr. Er dürfte bereits eine stark veränderte Kultur angetroffen haben.
Ab 1827 gründete die Hudson’s Bay Company (HBC) Fort Langley (1827), Fort Simpson (1831) und Fort Yale (1848) sowie weitere Posten. Ihr Erfolg bei der Beschaffung von Pelzen und bei der Versorgung mit Nahrungsmitteln hing von der Kooperationsbereitschaft der umgebenden Stämme ab. Der notwendige Lachs stammte aus dem Fraser und dem Chilliwack River sowie dem Harrison River und ihren Nebenflüssen. Die Forts boten eine gewisse Sicherheit für die Sto:lo, denn sie schützten sie vor den Angriffen anderer feindlicher Stämme (Sxemá:l), wie der Laich-kwil-tach (Ligwilda'xw). Zudem sorgten die Ärzte von Fort Langley für einen Schutz gegen die Pockenepidemie von 1830. Darüber hinaus arbeiteten Stó:lo für die HBC entlang ihrer Trails als Fallensteller, Packer, Führer, Ruderer, Postkuriere und Köche. Die Zahl der nicht-indianischen Händler blieb zunächst gering.

### Goldrausch, Übergriffe, Verdrängung
Für die Sto:lo-Gruppen war die Situation bis 1858 durchaus vorteilhaft. Doch mit den Goldfunden von 1858 kamen Tausende von Goldsuchern an den Fraser und fuhren flussaufwärts bis Yale, von wo sie drei Jahre später weiter zu den Cariboo-Goldfeldern zogen. Daher waren die weiter flussaufwärts wohnenden Sto:lo besonders heftig von der Brutalität und Rücksichtslosigkeit der Neuankömmlinge betroffen. Captain Charles Rouse zerstörte beispielsweise fünf Vorratslager mit Beeren und Lachs bei Spuzzum. Seine Männer töteten bis zu 37 Indianer. Die etwa dreißig Stämme in dieser Region verloren ihr Land weitgehend und wurden nach und nach um ihre Rechte, selbst das auf Selbstversorgung aus ihrer natürlichen Umgebung gebracht (s. Tait). Die Bezeichnung für die Weißen änderte sich in Xwelítem („die Hungrigen“, im Sinne „die Landhungrigen“). Der erste Schritt zu dieser Entrechtung und Veränderung ihrer Kultur bestand darin, sie an bestimmte Orte zu binden, und Winterlager, Vorratsstätten und dergl. zu verbieten. Darüber hinaus zerschnitt man die stark auf Verwandtschaft gegründeten Beziehungen durch die zwangsweise Zuordnung zu einem „Stamm“ („tribe“).

### Das System Trutch
Als Joseph Trutch 1864 Hauptverantwortlicher für Indianerfragen wurde, ließ er das Land der Indianer in seinem Zuständigkeitsbereich um über 90 % verkleinern. Trutch behauptete, die Indianer hätten keinen Anspruch auf Land, während die Bundesregierung dieses Recht anerkannte. 1876 erkannte eine Kommission 82 überwiegend winzige Reservate (Indian reserves) an, vor allem bei den Küsten-Salish.
1884 ereignete sich einer der zahlreichen Zwischenfälle an der Grenze, die sowohl die Spannungen zwischen Weißen und Sto:lo, als auch die zwischen Kanada und den USA immer wieder verschärften. Am 24. Februar 1884 zog ein wütender Mob aus Washington über die kanadische Grenze und lynchte den gerade 14-jährigen Louie Sam, einen Sto:lo. Er war verdächtigt worden, den Ladenbesitzer James Bell im Nooksack County ermordet zu haben. Die Sto:lo hatten den Jungen in gutem Glauben an die Polizei ausgeliefert. Der Deputy aus British Columbia konnte den Mob nicht daran hindern, ihn an einem Baum direkt an der Grenze aufzuhängen. Eine kanadische Untersuchungskommission stellte seine Unschuld fest, und dass zwei der Lynchmörder James Bell ermordet hatten.

### Aktuelle Situation
Die Stó:lō Declaration von 1977 wurde von 24 First Nations unterzeichnet. 21 von ihnen traten später in den so genannten BC Treaty Process ein, den sechsstufigen Vertragsprozess zwischen British Columbia und den First Nations der Provinz, von dem wiederum vier zurücktraten.
Im August 1995 traten auch die Sto:lo in diesen Prozess ein.
Die Indian Claims Commission veröffentlichte am 22. Februar einen ersten Bericht über die Auseinandersetzungen im Fall der Sumas First Nation. Ihnen wurde 1910 ein Gebiet von 41,9 Acre aus dem Sumas Reserve No. 6 entzogen, um Land für den Eisenbahnbau zu gewinnen. Als diese kurzlebige Eisenbahnlinie 1927 aufgegeben wurde, durften die Sumas dennoch nur ein Drittel des entzogenen Landes zurückkaufen, während die weißen Siedler ihr Land für einen symbolischen Preis von einem Dollar erwerben durften. Auf dem Land siedelte sich zudem ein Kunststoffverarbeiter an, die Flex Lox Industries. Sie verursacht einen entsprechenden Güterverkehr und Umweltrisiken, die die zu dieser Zeit 225 Mitglieder des Stammes ertragen müssen, denn 70 % von ihnen leben unmittelbar angrenzend.
Nachdem von 1982 bis 1988 Verhandlungen erfolgten, lehnte das Department of Indian Affairs and Northern Development den Anspruch der Sumas auf Rückgabe ab. Der Stamm beauftragte im September 1993 die Indian Claims Commission eine Untersuchung anzustellen. Sie empfahl Kanada dringend, den Fall zu klären und das Gebiet zurückzugeben, bzw. für Kompensation zu sorgen. Die Verhandlungen laufen noch immer.
2005 kam es jedoch innerhalb der Sto:lo Bands zu einem Zerwürfnis über die Vertragsverhandlungen und zwei verschiedene Stammesräte wurden gebildet.
Der Stó:lō Nation schlossen sich elf Sto:lo First Nations (Bands) an, von denen sechs Mitgliedsbands, die „Áthelets/Aitchelitz“, die „Leq'á:mel/Lakahahmen“, die „Sq'ewá:lxw/Skawahlook“, die „Sq'ewqéyl/Skowkale“, die „Ch'iyáqtel/Tzeachten“ und die „Yeqwyeqwí:ws/Yakweakwioose“ als Stó:lō Xwexwilmexw Treaty Association im B.C. Vertragsprozess die Verhandlungen fortsetzen wollten, während die übrigen Mitgliedsbands – die „Màthxwi/Matsqui“, die „Shxwhá:y Village“, die „Semà:th/Sumas“ und die „Pópkw'em/Popkum“, über Land- und Ressourcenfragen außerhalb des B.C. Vertragsprozesses verhandeln.
Dem Stó:lō Tribal Council, der keine weiteren Verhandlungen im Rahmen des BC Treaty Process führen will, schlossen sich die „Chawathil“, die „Cheam“, die „Kwantlen“, die „Kwaw-kwaw-Apilt“, die „Scowlitz“, die „Seabird“, die „Shxw'ow'hamel“ und die „Soowahlie“ an.

## Reservate
Die meisten First Nations (Bands) der Stó:lō sind in der Stó:lō Nation bzw. im Stó:lō Tribal Council organisiert, um politisch gegenüber der kanadischen Bundesregierung als auch der Provinzregierung ihre Rechte zu vertreten. Die Bands die den „Hunquminum (Downriver/Musqueam)-Dialekt“ des Halkomelem sprechen/sprachen – Tsleil-Waututh Nation (Səl̓ílwətaʔ/Selilwitulh), Kwikwetlem First Nation (Kwikwəƛ̓əm), Katzie First Nation, Kwantlen First Nation (Qw'ó:ltl'el), Musqueam Indian Band (Xwməθkwəy̓əm), Qayqayt First Nation / New Westminster Indian Band) (Qiqéyt) und Tsawwassen First Nation (Sc̓əwaθən Məsteyəxʷ) – werden in der Fachliteratur zumeist ebenfalls den Stó:lō zugerechnet, betrachten sich jedoch als sprachlich-kulturell verwandte Ethnien und nicht als ethnische „Stó:lō“. Die unten aufgeführte Tabelle listet alle Stó:lō First Nations (Bands), ihre ursprünglichen indigenen Namen, die Zahl der Reservate mit ihrer Gesamtfläche sowie die Zahl der Mitglieder (Stand: Mai, 2022): Die heutigen First Nations bzw. Bands sind oftmals einzelne Dörfer/Siedlungen größerer Siedlungsgruppen bzw. Stó:lō-Stämme: die „Ts'elxwéyeqw (Chilliwack)“ („Volk von Tcil'Qe'uk, d. h. Tal der vielen Flüsse“) bewohnten das gesamte Vedder (Chilliwack) River Valley mit dem Sx̱ótsaqel/Chilliwack Lake Provincial Park und Chilliwack Lake (Sxotsaqel – „heiliger See“), Chilliwack River (Sts'elxwíqw' stó:lō), Cultus Lake (Swílhcha), dem Harrison River und Gebiete des heutigen Stadtgebiets von Chilliwack (Ts'elxwíqw), die „Pelóxwlh Mestiyexw bzw. Pelólhxw (Pilalt/Pil’alt)“ („Volk aus dem Dorf Peloxwlh“), die „Tiyt (Tait)“ oder Upper Stó:lō bewohnten das Upper Fraser Valley zwischen Bridal Falls und Yale (Puchí:l) sowie die Ufer des Coquihalla River (Skw'ikw'iyá:la), die Pepa:thxetel („Volk vom Semá:th Xó:tsa/Semá:th (Sumas) See“, besser bekannt als „Semà:th (Sumas)“ (Semá:th ist das dichte Gras oder Schilf am Semá:th Xó:tsa/Semá:th (Sumas) See, umfassten mind. sieben Dörfer) im amerikanisch-kanadischen Grenzgebiet entlang des Sumas River (Stόtelō – „Bach“), Marshall Lonzo Creek (SeÍ:tslehōq'  – „driftender Sand“) und Saar Creek (Q'élem – „ruhig“), die „Sq’éwlets/Sqwōwich (Scowlitz)“ („q'éw, d. h. um die Biegung des Flusses gehen, d. h. an der Mündung des Harrison River in den Fraser River“ und „Volk des Stör“).

Stó:lō Nation
| First Nation | Indigener Name | Stó:lō-Stamm                | Reservate | Fläche (ha) | registrierte Angehörige | davon im Reservat |
| --- | --- | --------------------------- | --------- | ----------- | ----------------------- | ----------------- |
| Aitchelitz First Nation (Aitchelitz Band) | Áthelets/Ăthelets („Grund des Baches oder Ende des Baches, d. h. des Aitchelitz Creek“, „Der Punkt, an dem sich die zwei Flüsse treffen, d. h. an der Mündung des Aitchelitz Creek in den Vedder (Chilliwack) River“) | „Ts'elxwéyeqw (Chilliwack)“ | 4         | 565         | 41                      | 23                |
| Leq’á:mel First Nation (früher: Lakahahmen First Nation; vormals bis 1911: Nicomen, nach 1924 mit Squeam/Skweahm fusioniert, bis 1962: Sumas, Nicomen Slough, Somass River) | Leq'ámel/Leq'á:mel („Ebener/Flacher Ort/Haus, an dem sich Menschen treffen“ (da es ein bedeutender Handelsplatz von „Downriver/Musqueam“ und „Upriver/Stó: lō“-Halkomelem-sprachigen Bands war), im Englischen als "Nicomen Island" bekannt) |                             | 11        | 490         | 478                     | 147               |
| Matsqui First Nation | Màthexwi/Máthxwi („Ort, mit einfacher Portage (Umtragung)“ bzw. „Menschen, der offenen flachen Sumpflandschaft, die leicht zu durchqueren ist“) |                             | 5         | 430         | 284                     | 113               |
| Popkum First Nation (Popkum Band) | Pópkw’em („Bovist“) | „Tiyt (Tait)“               | 3         | 160         | 8                       | 1                 |
| Shxwhá:y Village (Skway First Nation) | Shxwhá:y („Ein Ort, um Kanus zu bauen“) | „Ts'elxwéyeqw (Chilliwack)“ | 4         | 799         | 464                     | 123               |
| Skawahlook First Nation | Sq’ewá:lxw/Sq'ewá:lxw („q'éw, d. h. um eine Kurve/um die Biegung des Flusses im Lexwth:thesem/Lexwthíthesam („immer viele große Felsen rollen herunter, d. h. Ruby Creek“), d. h. zwischen der Mündung des Lexwskw'owōwelh („immer ein Kanu holen und ziehen“, d. h. Skawol Creek) und des St'itxoya („gegabelter Bach“, die Gabelung des Ruby Creek und Garnet Creek) in den Stó:lō (Fraser River)“) | „Tiyt (Tait)“               | 3         | 87          | 93                      | 14                |
| Skowkale First Nation (Skowkale Band) (früher: Skulkayn Band) | Sq’ewqeyl/Sq'ewqéyl („q'éw, d. h. um eine Kurve/um die Biegung des Flusses, d. h. Vedder (Chilliwack) River gehen“) | „Ts'elxwéyeqw (Chilliwack)“ | 4         | 143         | 288                     | 206               |
| Squiala First Nation | Sxwoyehà:là/Sxwoyehálá („Versammlung vieler Menschen“) | „Ts'elxwéyeqw (Chilliwack)“ | 5         | 652         | 221                     | 146               |
| Sumas First Nation (früher: Nicomen Slough, Somass River oder Sumas Tribe)                                                                                                  | Pepa:thxetel („Volk vom Semá:th Xó:tsa/Semá:th (Sumas) See“), besser bekannt als „Semà:th/Smá:th (Sumas)“ (Semá:th/Smá:th ist das dichte Gras oder Schilf am Semá:th Xó:tsa/Semá:th (Sumas) See) | „Semà:th / Smá:th (Sumas)“  | 2         | 245         | 360                     | 183               |
| Tzeachten First Nation | Ch’iyàqtel/Ch'íyáqtel („Ort des Fischwehrs“, „Ort der Fischfalle“) | „Ts'elxwéyeqw (Chilliwack)“ | 3         | 358         | 581                     | 288               |
| Yakweakwioose First Nation (Yakweakwioose Band) | Yeqwyeqwí:ws/Yeqwyeqwí:ws ("Yeqw: – „Feuer“, d. h. Yeqwyeqwí:ws – „ein Ort, viele Male ausgebrannt“ bzw. „Ort vieler Brände“ – manchmal resultierend aus Überfällen feindlicher Stämme) | „Ts'elxwéyeqw (Chilliwack)“ | 3         | 96          | 79                      | 40                |

Stó:lō Tribal Council
| First Nation                                                                | Indigener Name | Stó:lō-Stamm                          | Reservate | Fläche (ha) | registrierte Angehörige | davon im Reservat |
| --------------------------------------------------------------------------- | --- | ------------------------------------- | --------- | ----------- | ----------------------- | ----------------- |
| Chawathil First Nation (Chawathil Indian Band) (bis 1988: Hope Indian Band) | engl. Aussprache: "Shi-Wa-Thill" | „Tiyt (Tait)“                         | 6         | 621,5       | 650                     | 380               |
| Cheam First Nation (Cheam Indian Band)                                      | Xwchíyò:m/XwChiyo:m („Ort der vielen Walderdbeeren“) | „Pelóxwlh Mestiyexw (Pilalt/Pil’alt)“ | 3         | 473,2       | 568                     | 255               |
| Kwantlen First Nation (bis 1994: Langley Indian Band)                       | Qʼʷa:n̓ƛʼən̓ („unermüdlicher Läufer“) oder Qw'ó:ltl'el |                                       | 7         | 566         | 376                     | 107               |
| Kwaw-kwaw-Apilt First Nation (Kwaw-kwaw-Apilt Indian Band)                  | Qweqwe'opelhp („viele Krabbenäpfel-Bäume“) | „Pelóxwlh Mestiyexw (Pilalt/Pil’alt)“ | 4         | 607         | 52                      | 37                |
| Seabird Island First Nation (Seabird Island Band)                           | Sq'éwqel/Sq’ewqeyl/Sq'ewqéyl („q'éw, d. h. um eine Kurve/um die Biegung des Flusses gehen“, mit „Biegung“ war hier die Route um das obere Ende der Insel gemeint.) | „Tiyt (Tait)“                         | 2         | 2151        | 1.079                   | 677               |
| Shxw'ow'hamel First Nation (früher: Ohamil/Ohaunil Band)                    | Shxw’ōwhámél/Shxw'ōwhámel („wo der Fluss steigt und sich verbreitert“)                                                                                             | „Tiyt (Tait)“                         | 4         | 400         | 215                     | 115               |
| Soowahlie Band                                                              | Th'ewá:li („schmelzen oder auflösen“) | „Ts'elxwéyeqw (Chilliwack)“           | 3         | 633         | 416                     | 201               |
| Sq'ewlets First Nation (früher: Scowlitz Band)                              | Sq’éwlets („q'éw, d. h. um die Biegung des Flusses gehen, d. h. an der Mündung des Harrison River in den Fraser River“) oder Sqwōwich („Volk des Störs“)           | „Sq’éwlets/Sqwōwich (Scowlitz)“       | 4         | 337         | 282                     | 117               |

unabhängige Stó:lō First Nations
| First Nation | Indigener Name | Stó:lō-Stamm                          | Reservate                  | Fläche (ha) | registrierte Angehörige | davon im Reservat |
| --- | --- | ------------------------------------- | -------------------------- | ----------- | ----------------------- | ----------------- |
| Musqueam Indian Band | Xwməθkwəy̓əm/X'Muzk'I'Um („Menschen vom Ort des Xwməθkwəy̓əm/X'Muzk'I'Um-Flussgrases“)                                                           | „Xwməθkwəy̓əm/X'Muzk'I'Um (Musqueam)“  | 3                          | 273         | 1.481                   | 811               |
| Skwah First Nation (Skwah Band)                                                                                                  | Sqwa/Sqwehá („die Mündung“) | „Pelóxwlh Mestiyexw (Pilalt/Pil’alt)“ | 7                          | 885,2       | 711                     | 264               |
| Qayqayt First Nation (New Westminster Indian Band)                                                                               | Qiqéyt (Qəqəyt)-Dorf, von den Kwantlen/Qʼʷa:n̓ƛʼən̓ auch als Fischerdorf genutzt                                                                 |                                       | 1 (jedoch nicht offiziell) |             | 15                      | 0                 |
| Kwikwetlem First Nation (Coqutlam/Kwayhquitlum Indian Band) (früher: Coquitlam Indian Band, bis 2000: Kwayhquitlam First Nation) | Kʷikʷəƛ̓əm („Roter Fisch, d. h. Rotlachs den Fluss hinauf“)                                                                                     |                                       | 2                          | 84,5        | 129                     | 49                |
| Union Bar First Nation (früher: Texas Lake/Tenas Lake Peoples)                                                                   | Aywawwis/Ewa-Woos | „Tiyt (Tait)“                         | 7                          | 499,7       | 149                     | 8                 |
| Katzie First Nation (Katzie Nation)                                                                                              | |                                       | 5                          | 312,1       | 636                     | 320               |
| Peters First Nation (Peters Band)                                                                                                | bis 1952: Squawtits bzw. Skwaw-Tits, Squatits                                                                                                  | „Tiyt (Tait)“                         | 3                          | 196,9       | 176                     | 48                |
| Stsailes First Nation (früher: Chehalis First Nation)                                                                            | Sts'Ailes/Sts'a'íles („das schlagende Herz“), auch: („Herz auf der Brust“ oder „auf der Brust liegen“)                                         |                                       | 3                          | 916         | 1.118                   | 551               |
| Yale First Nation (Yale Indian Band)                                                                                             | hatten enge familiäre Verbindungen zu Lower Nlaka'pamux (Nłeʔkepmxc) und sprechen auch den „Puchil-Dialekt“ des Nlaka'pamuctsin (Nłeʔkepmxcin) | „Tiyt (Tait)“                         | 16                         | 224         | 189                     | 71                |

## Rückkehr des ältesten Ahnensteins
Anfang 2007 kehrte nach über hundert Jahren eines der für die Sto:lo bedeutenden Objekte in sein Entstehungsgebiet zurück. Es war ein steinernes Monument, das die Kräfte des Schöpferahnen T'xwelatse symbolisierte. 1892 war es nach Seattle gebracht worden, wo es im Burke Museum gelandet war, dem anthropologischen Museum der Universität. Rund 100 Jahre später befragte ein Sto:lo namens Herb Joe, der zugleich den Namen des Ahnen trug, die Älteren nach dessen Ursprüngen und seiner Bedeutung. Sie gaben ihm den Auftrag, den Ahnenstein aus Seattle zurückzuholen.
Die Verhandlungen mit dem Museum und den Behörden zogen sich über 14 Jahre hin, und wurden dadurch erschwert, dass Rückgaben aus amerikanischen Museen nur an Stämme innerhalb der USA erfolgen dürfen. So schaltete Herb Joe die dort lebenden Küsten-Salish vom Stamm der Nooksack ein. Der Archäologe Dave Schaepe erbrachte inzwischen den Nachweis, dass der Stein im Burke Museum der gesuchte Ahnenstein war. Bei der Ankunft am Nooksack Community Centre wurde der Stein von 400 Menschen in Empfang genommen. Nach einer Woche überquerte der Stein die Grenze nach Kanada und wurde nahe seinem ursprünglichen Standort in Chilliwack von über 500 Menschen empfangen. Dazu wurden die selten zu sehenden Masken (sxwo:yxwey) getragen.